# Fumitaka Nozaki
Takashi Nozaki, més conegut com a Fumitaka Nozaki (japonès: 野崎史高)  (Ogawa, 1 de setembre de 1983), és un antic pilot de trial japonès. L'any 2002 va guanyar el Campionat del Món de trial júnior amb Scorpa.

## Trajectòria esportiva
De ben petit va començar a triomfar en el trial en bicicleta, guanyant el Campionat del Món de biketrial en categoria Poussin de 1993, a 10 anys. L'any següent va canviar al trial en motocicleta i ja el 1998 guanyà el Campionat del Japó en classe A Internacional. Des d'aleshores anà competint en campionats japonesos fins que el 2002 fitxà per l'empresa occitana Scorpa, després d'haver estat un any a Yamaha, i aquell mateix any va conquerir el seu títol mundial júnior guanyant 8 de les 16 proves del campionat.
Després de guanyar el campionat mundial, Nozaki va patir problemes tècnics que el feren passar la temporada 2003 en blanc, tornant a Yamaha el 2004, marca amb la qual segueix actualment competint sobretot al Japó. Habitualment prenia part al GP del Japó puntuable per al Campionat del Món de trial i formava part de la selecció japonesa que participa en el Trial de les Nacions.

## Palmarès
| Any  | Motocicleta | C. del Món outdoor | C. del Món indoor | Altres                |
| ---- | ----------- | ------------------ | ----------------- | --------------------- |
| 2001 | Yamaha      | 21è                | -                 |                       |
| 2002 | Scorpa      | 16è                | -                 | Campió del Món júnior |
| 2003 | Scorpa      | 16è                | 8è                |                       |
| 2004 | Scorpa      | 12è                | 12è               |                       |
| 2005 | Scorpa      | 12è                | 13è               |                       |
| 2006 | Yamaha      | 23è                | -                 |                       |
| 2007 | Yamaha      | 20è                | -                 |                       |
| 2008 | Yamaha      | 14è                | -                 |                       |
| 2009 | Yamaha      | 18è                | -                 |                       |
| 2010 | Yamaha      | 20è                | -                 |                       |
| 2011 | Yamaha      | 14è                | -                 |                       |
| 2012 | Yamaha      | 19è                | -                 |                       |
| 2013 | Yamaha      | 18è                | -                 |                       |